# Allendale (processore)
Allendale è una versione "ridotta" del core Conroe appartenente alla famiglia dei processori Core 2 Duo sviluppati da Intel sulla nuova architettura Core, ed è arrivato sul mercato agli inizi del 2007.

## Caratteristiche tecniche

### Processo produttivo
Essendo una versione ridotta di Conroe, a parte il quantitativo di cache L2 dimezzata a 2 MB, tutte le altre caratteristiche sono praticamente le stesse del "fratello maggiore". Si tratta ancora di una CPU dual core costruita a 65 nm mediante l'approccio a Die Monolitico.
Al momento del lancio di Conroe, avvenuto a luglio 2006, erano stati presentati anche 2 modelli con 2 MB di cache, che venivano indicati da Intel come basati anch'essi sul core Conroe invece che su Allendale. Si trattava dei seguenti modelli:
- Core 2 Duo E6400
- Core 2 Duo E6300

A gennaio 2007 sono poi arrivate anche le versioni di questi processori basate su core Allendale. La differenza fondamentale risiede nel fatto che Allendale viene prodotto direttamente con soli 2 MB di cache, quindi è più economico da produrre dato che il Wafer è in grado di contenere molti più die, mentre le varianti a 2 MB di Conroe, sono CPU tradizionali in cui ne viene disabilitata una parte. Per questi motivi, Allendale contiene "solo" 167 milioni di transistor per una superficie di 111 mm², (Conroe invece è composto da 291 milioni di transistor per una superficie totale di 143 mm²).
Per individuare il core su cui è basato uno dei 2 modelli citati è necessario leggere il numero seriale che indica la differenza di stepping. Le versioni basate su Allendale fanno parte dello stepping "L2", mentre quelle basate su Conroe, dello stepping "B2".
- Core 2 Duo E6400
  - Versione basata su core Conroe - indicata come stepping "B2"
  - Versione basata su core Allendale - indicata come stepping "L2"
- Core 2 Duo E6300
  - Versione basata su core Conroe - indicata come stepping "B2"
  - Versione basata su core Allendale - indicata come stepping "L2"

#### Sfruttamento della cache L2
Nei processori dual core e multi core si pone il problema di come sfruttare la grande dotazione di cache L2 e come gestirne l'accesso da parte dei vari core. I diversi approcci di costruzione cui si è accennato poco sopra, comportano pro e contro relativamente ai metodi di fruizione di questa preziosa memoria aggiuntiva. Buona parte di questi aspetti è evidenziata nella voce Dual core (gestione della cache), in cui si fa riferimento anche ad altri processori che sfruttano i differenti approcci.

### Tecnologie implementate
Tra le tecnologie implementate si trovano le istruzioni MMX, SSE, SSE2, SSE3 ed EM64T; non mancano inoltre SpeedStep e XD-bit. Per quanto riguarda la tecnologia di virtualizzazione Vanderpool invece, sono presenti sia versioni che la supportano, sia versioni che ne sono prive. Gli unici 2 modelli sopra citati e che sono basati sul processor number della serie "E6xxx" supportano tale tecnologia, essendo realizzati anche su core Conroe, mentre i modelli successivi che sono stati resi disponibili solo come basati su Allendale, e indicati dalla serie "E4xxx" ne sono privi.

## Altre varianti economiche di Conroe
Allo scopo di produrre CPU meno costose, dotate di un quantitativo di cache L2 inferiore, Intel non ha presentato solo il core Allendale, ma anche il core Conroe-L. Quest'ultimo esiste in versioni da 1 MB, commercializzate con il nome commerciale Pentium Dual Core, e 512 KB commercializzate con il nome commerciale Celeron (serie xxx) (per le soluzioni single core) e Celeron Dual Core (per quelle dual core).

## Modelli arrivati sul mercato
La tabella seguente mostra i modelli di Core 2 Duo, basati su core Allendale, arrivati sul mercato. Molti di questi condividono caratteristiche comuni pur essendo basati su diversi core; per questo motivo, allo scopo di rendere maggiormente evidente tali affinità e "alleggerire" la visualizzazione alcune colonne mostrano un valore comune a più righe. Di seguito anche una legenda dei termini (alcuni abbreviati) usati per l'intestazione delle colonne:
- Nome Commerciale: si intende il nome con cui è stato immesso in commercio quel particolare esemplare.
- Data: si intende la data di immissione sul mercato di quel particolare esemplare.
- Socket: lo zoccolo della scheda madre in cui viene inserito il processore. In questo caso il numero rappresenta oltre al nome anche il numero dei pin di contatto.
- N°Core: si intende il numero di core montati sul package: 1 se "single core" o 2 se "dual core".
- Clock: la frequenza di funzionamento del processore.
- Molt.: sta per "Moltiplicatore" ovvero il fattore di moltiplicazione per il quale bisogna moltiplicare la frequenza di bus per ottenere la frequenza del processore.
- Pr.Prod.: sta per "Processo produttivo" e indica tipicamente la dimensione dei gate dei transistors (180 nm, 130 nm, 90 nm) e il numero di transistor integrati nel processore espresso in milioni.
- Voltag.: sta per "Voltaggio" e indica la tensione di alimentazione del processore.
- Watt: si intende il consumo massimo di quel particolare esemplare.
- Bus: frequenza del bus di sistema.
- Cache: dimensione delle cache di 1º e 2º livello.
- XD: sta per "XD-bit" e indica l'implementazione della tecnologia di sicurezza che evita l'esecuzione di codice malevolo sul computer.
- 64: sta per "EM64T" e indica l'implementazione della tecnologia a 64 bit di Intel.
- HT: sta per "Hyper-Threading" e indica l'implementazione della esclusiva tecnologia Intel che consente al sistema operativo di vedere 2 core logici.
- ST: sta per "SpeedStep Technology" ovvero la tecnologia di risparmio energetico sviluppata da Intel e inserita negli ultimi Pentium 4 Prescott serie 6xx per contenere il consumo massimo.
- VT: sta per "Vanderpool Technology", la tecnologia di virtualizzazione che rende possibile l'esecuzione simultanea di più sistemi operativi differenti contemporaneamente.

| Nome Commerciale  | Data        | Socket | N°Core | Clock    | Molt. | Pr.Prod.       | Voltag. | Watt | Bus      | Cache            | XD | 64 | HT | ST | VT |
| ----------------- | ----------- | ------ | ------ | -------- | ----- | -------------- | ------- | ---- | -------- | ---------------- | -- | -- | -- | -- | -- |
| Core 2 Duo E6300* | 21/gen/2007 | 775    | 2      | 1,86 GHz | 7x    | 65 nm 167 mil. | 1,21 V  | 65 W | 1066 MHz | L1=2x64KB L2=2MB | Sì | Sì | No | Sì | Sì |
| Core 2 Duo E6400* | 21/gen/2007 | 775    | 2      | 2,13 GHz | 8x    | 65 nm 167 mil. | 1,21 V  | 65 W | 1066 MHz | L1=2x64KB L2=2MB | Sì | Sì | No | Sì | Sì |
| Core 2 Duo E4300  | 21/gen/2007 | 775    | 2      | 1,8 GHz  | 9x    | 65 nm 167 mil. | 1,21 V  | 65 W | 800 MHz  | L1=2x64KB L2=2MB | Sì | Sì | No | Sì | No |
| Core 2 Duo E4400  | 22/apr/2007 | 775    | 2      | 2,0 GHz  | 10x   | 65 nm 167 mil. | 1,21 V  | 65 W | 800 MHz  | L1=2x64KB L2=2MB | Sì | Sì | No | Sì | No |
| Core 2 Duo E4500  | 22/lug/2007 | 775    | 2      | 2,2 GHz  | 11x   | 65 nm 167 mil. | 1,21 V  | 65 W | 800 MHz  | L1=2x64KB L2=2MB | Sì | Sì | No | Sì | No |
| Core 2 Duo E4600  | 21/ott/2007 | 775    | 2      | 2,4 GHz  | 12x   | 65 nm 167 mil. | 1,21 V  | 65 W | 800 MHz  | L1=2x64KB L2=2MB | Sì | Sì | No | Sì | No |
| Core 2 Duo E4700  | 2/mar/2008  | 775    | 2      | 2,6 GHz  | 13x   | 65 nm 167 mil. | 1,21 V  | 65 W | 800 MHz  | L1=2x64KB L2=2MB | Sì | Sì | No | Sì | No |

* Per i motivi sopra citati, le prime versioni di tali processori erano in realtà basate sul core Conroe e sono state presentate il 27 luglio 2006. La data qui riportata si riferisce alle versioni basate su core Allendale.
- Nota: la tabella soprastante è un estratto di quella completa contenuta nella pagina del Core 2 Duo.

## Termine della produzione dei primi esemplari di Allendale
Intel ha annunciato di voler sospendere entro marzo 2008 la produzione del modello E4400. Si tratta di una mossa di transizione per favorire il progressivo abbandono delle soluzioni a 65 nm a vantaggio delle nuove soluzioni a 45 nm.

## Il successore
A marzo 2008 è arrivata tutta una nuova serie di processori Intel, basati sul nuovo processo produttivo a 45 nm. In realtà il primo esemplare per il settore desktop era già arrivato a novembre 2007, ma si trattava solo di un modello appartenente alla fascia più alta del mercato e commercializzato con il marchio Core 2 Extreme (basato su core Yorkfield). Per la fascia media di tale settore, è arrivato Wolfdale come successore di Conroe, mentre per quanto riguarda il successore di Allendale è arrivato ad aprile un processore con 3 MB di cache L2. Inizialmente Intel aveva indicato nei suoi piani per i prodotti successivi alla prima generazione dell'architettura "Core", il processore Wolfdale, come "portabandiera" dual core del settore desktop (e quindi come successore di Conroe) e Ridgefield come versione ridotta di Wolfdale, e quindi successore di Allendale. Wolfdale è effettivamente arrivato sul mercato, come detto sopra, mentre il nuovo modello da 3 MB viene anch'esso indicato come Wolfdale invece che come Ridgefield, ma non è ancora chiaro se si tratti di una questione analoga ai primi modelli a 65 nm con cache dimezzata, che venivano comunque indicati come Conroe, in quanto realizzati disattivando una parte della cache L2 che veniva comunque realizzata interamente, oppure si tratti proprio di un cambio di strategia da parte del produttore che potrebbe aver deciso di indicare tutti i processori del settore desktop con lo stesso nome in codice, indipendentemente dal quantitativo di cache e quindi aver di fatto accantonato solo il nome commerciale "Ridgefield" senza per questo rinunciare all'intero progetto.